# شهر مردگان (قاهره)

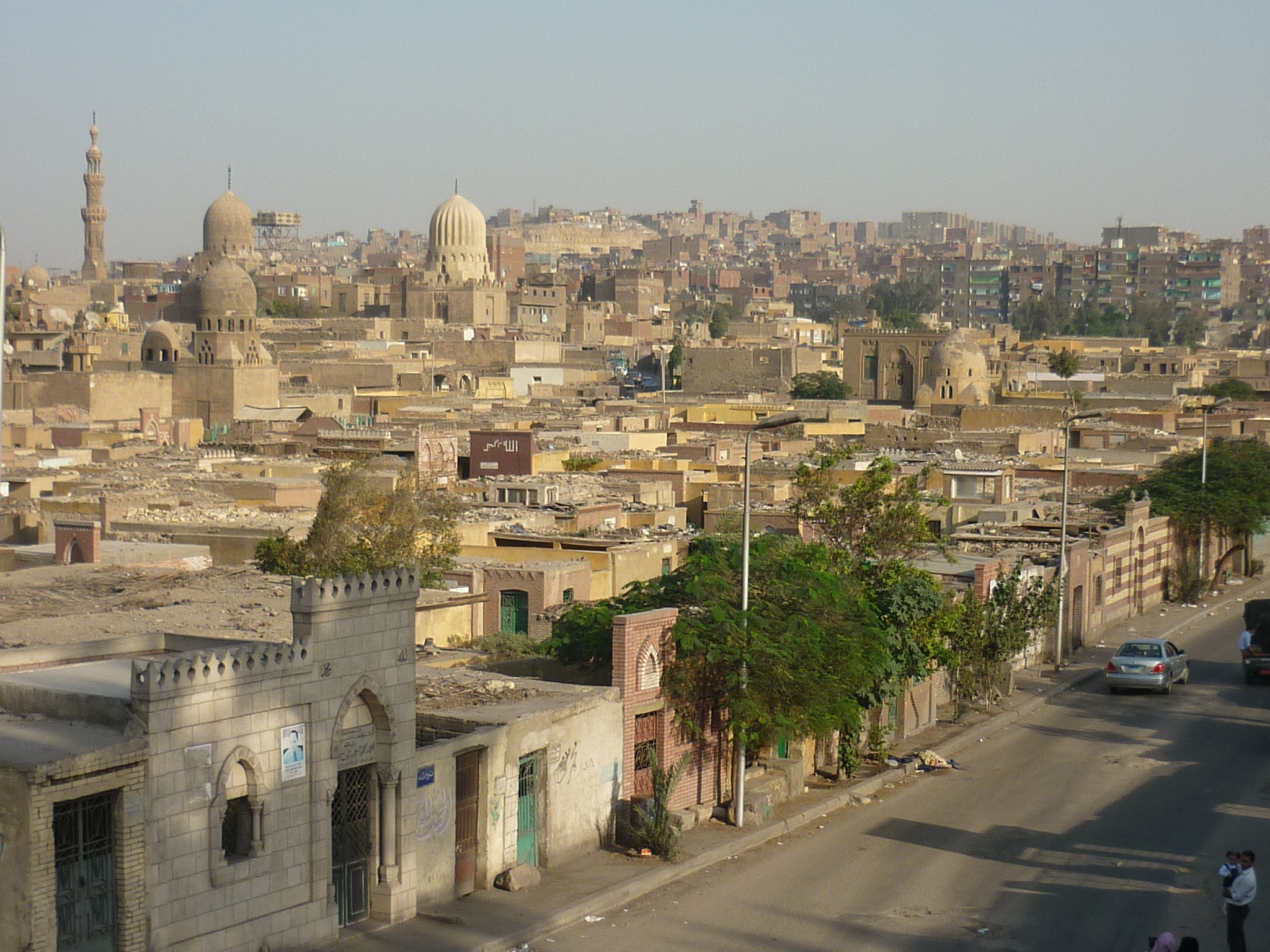
شهر مردگان، قاهره

شهر مردگان نام قبرستانی در شهر قاهره، پایتخت کشور مصر است. ۲۵۰ هزار نفر از مردم عمدتاً فقیر در این منطقه وسیع که از خدمات شهرداری محروم است، زندگی می‌کنند‌.